# Fittingia tuberculata
Fittingia tuberculata är en viveväxtart som beskrevs av Herman Otto Sleumer. Fittingia tuberculata ingår i släktet Fittingia och familjen viveväxter. Inga underarter finns listade i Catalogue of Life.